# 231368 Hunfalvy
231368 Hunfalvy è un asteroide della fascia principale. Scoperto nel 2006, presenta un'orbita caratterizzata da un semiasse maggiore pari a 2,8149468 au e da un'eccentricità di 0,0464949, inclinata di 4,53030° rispetto all'eclittica.